# Kraussia socotrana
Kraussia socotrana es una especie de planta fanerógama perteneciente a la familia Rubiaceae. Es un endemismo de Socotra, Yemen.

## Descripción
Es un arbusto que alcanza un tamaño de hasta 1 m de altura. Las hojas son elípticas a oblongo-elípticas, redondeadas a obtusas en el ápice y redondeadas a cuneadas en la base. Las domatias están ausentes y los pecíolos son de hasta 5 mm de largo. Las flores se realizan en cimas 3 a 8 flores. Son de color blanco, a veces de color rosa en el exterior, formando un tubo de 6 a 7 mm de largo.

## Hábitat y ecología
Es una especie rara que se encuentra en los acantilados a lo largo de las ramblas que drenan hacia el sur en la llanura Noged; en zonas de arbustos suculentos a una altitud de 30 a 100 metros. Kraussia socotrana tiene una forma muy distinta de la especie africana de Kraussia, diferenciándose en su no-alado receptáculo de polen y la garganta de la corola pubescente y el tubo de la corola más estrecho. En facies general K. socotrana muestra mayor parecido con la especie más geográficamente remota, Kraussia floribunda Harv. del sur de África (Bridson 1995). 

## Taxonomía
Kraussia socotrana fue descrita por Diane Mary Bridson y publicado en Kew Bulletin 50(4): 773. 1995.